# Noltjärnen (Sorsele socken, Lappland)
Noltjärnen är en sjö i Sorsele kommun i Lappland och ingår i Umeälvens huvudavrinningsområde. Sjön har en area på 0,0857 kvadratkilometer och ligger 405 meter över havet. Noltjärnen ligger i Ammarnäsdeltat Natura 2000-område.